# Nubi
Nubi är en gewog i Bhutan.   Den ligger i distriktet Trongsa, i den centrala delen av landet, 80 km öster om huvudstaden Thimphu.
I omgivningarna runt Nubi växer i huvudsak blandskog. Runt Nubi är det glesbefolkat, med 18 invånare per kvadratkilometer.